# Meioneta dactylata
Meioneta dactylata är en spindelart som beskrevs av Chamberlin och Ivie 1944. Meioneta dactylata ingår i släktet Meioneta och familjen täckvävarspindlar. Inga underarter finns listade i Catalogue of Life.